# Mine de Dolores
 (septembre 2013).
Pour les articles homonymes, voir Dolores.
La mine de Dolores est une mine à ciel ouvert d'or et d'argent située au Mexique. Sa production a démarré en 2008. Elle appartient à Pan American Silver.